# Herrarnas 10 000 meter i hastighetsåkning på skridskor vid olympiska vinterspelen 1972
Herrarnas 10 000 meter i skridskor vid de olympiska vinterspelen 1972 avgjordes den 7 februari 1972 på Makomanai Open Stadium. Loppet vanns av Ard Schenk från Nederländerna.
24 deltagare från 14 nationer deltog i tävlingen.

## Rekord
Gällande världsrekord och olympiskt rekord före Vinter-OS 1972:
| Världsrekord     | Ard Schenk (NED)    | 14:55,9 | Inzell, Västtyskland | 14 mars 1971     |
| Olympiskt rekord | Johnny Höglin (SWE) | 15:23,6 | Grenoble, Frankrike  | 17 februari 1968 |

Följande nya världsrekord och olympiska rekord blev satta under tävlingen:
| Datum      | Idrottare    | Nation        | Tid      | OR | VR |
| ---------- | ------------ | ------------- | -------- | -- | -- |
| 7 februari | Sten Stensen | Norge         | 15:07,08 | OR |    |
| 7 februari | Kees Verkerk | Nederländerna | 15:04,70 | OR |    |
| 7 februari | Ard Schenk   | Nederländerna | 15:01,35 | OR |    |

## Medaljörer
| Gren         | Guld                     | Guld          | Silver                     | Silver   | Brons              | Brons    |
| 10 000 meter | Ard Schenk Nederländerna | 15:01,35 (OR) | Kees Verkerk Nederländerna | 15:04,70 | Sten Stensen Norge | 15:07,08 |

## Resultat
| Placering | Idrottare            | Nation         | Tid      | Noteringar |
| --------- | -------------------- | -------------- | -------- | ---------- |
| 1         | Ard Schenk           | Nederländerna  | 15:01,35 | (OR)       |
| 2         | Kees Verkerk         | Nederländerna  | 15:04,70 |            |
| 3         | Sten Stensen         | Norge          | 15:07,08 |            |
| 4         | Jan Bols             | Nederländerna  | 15:17,99 |            |
| 5         | Valerij Lavrusjkin   | Sovjetunionen  | 15:20,08 |            |
| 6         | Göran Claeson        | Sverige        | 15:30,19 |            |
| 7         | Kimmo Koskinen       | Finland        | 15:38,87 |            |
| 8         | Gerd Zimmermann      | Västtyskland   | 15:43,92 |            |
| 9         | Dan Carroll          | USA            | 15:44,41 |            |
| 10        | Kiyomi Ito           | Japan          | 15:48,17 |            |
| 11        | Per Willy Guttormsen | Norge          | 15:48,71 |            |
| 12        | Osamu Naito          | Japan          | 15:52,93 |            |
| 13        | Dag Fornæss          | Norge          | 15:53,33 |            |
| 14        | Kevin Sirois         | Kanada         | 15:58,61 |            |
| 15        | Örjan Sandler        | Sverige        | 16:04,90 |            |
| 16        | Bruno Tonioli        | Italien        | 16:14,52 |            |
| 17        | Giancarlo Gloder     | Italien        | 16:21,42 |            |
| 18        | Colin Coates         | Australien     | 16:29,94 |            |
| 19        | Jouko Salakka        | Finland        | 16:35,64 |            |
| 20        | David Hampton        | Storbritannien | 16:39,01 |            |
| 21        | Clark King           | USA            | 16:39,82 |            |
| 22        | Richard Tourne       | Frankrike      | 16:48,70 |            |
| 23        | John Brewitt         | Storbritannien | 16:51,50 |            |
| 24        | Luvsansharavyn Tsend | Mongoliet      | 17:15,34 |            |